# От Земята до Луната (минисериал)
„От Земята до Луната“ (на английски: From the Earth to the Moon) е американски минисериал от 12 части, съпродуциран от Рон Хауърд, Брайън Грейзър, Том Ханкс и Майкъл Бостик, описващ експедициите на Аполо до Луната през 60-те и началото на 70-те години на 20 век. Базирана на книгата „Човек на Луната“ на Андрю Чейкин, поредицата е позната с точността си в разказването на историята на Аполо и със своите отличителни специални ефекти.

## Награди
„От Земята до Луната“ е носител на наградите Еми и Златен глобус в категорията Най-добър минисериал за 1998 г.

## Епизоди
| Номер | Заглавие                           | Режисьор        | Първо излъчване в САЩ | Първо излъчване в България |
| ----- | ---------------------------------- | --------------- | --------------------- | -------------------------- |
| 1     | „Можем ли да го направим?“         | Том Ханкс       | 5 април 1998 г.       | 30 май 2009 г.             |
| 2     | „Аполо Едно“                       | Дейвид Франкел  | 5 април 1998 г.       | 31 май 2009 г.             |
| 3     | „Ракетата излетя“                  | Лили Фини Занък | 12 април 1998 г.      | 6 юни 2009 г.              |
| 4     | „1968“                             | Дейвид Франкел  | 12 април 1998 г.      | 7 юни 2009 г.              |
| 5     | „Паяк“                             | Греъм Йост      | 19 април 1998 г.      | 13 юни 2009 г.             |
| 6     | „Морето на спокойствието“          | Франк Маршъл    | 19 април 1998 г.      | 14 юни 2009 г.             |
| 7     | „Това е най-важното“               | Джон Търтълтауб | 26 април 1998 г.      | 20 юни 2009 г.             |
| 8     | „Прекъсваме това предаване“        | Дейвид Франкел  | 26 април 1998 г.      | 27 юни 2009 г.             |
| 9     | „На километри оттук“               | Гари Фледър     | 3 май 1998 г.         | 28 юни 2009 г.             |
| 10    | „Галилео е бил прав“               | Дейвид Карсън   | 3 май 1998 г.         | 4 юли 2009 г.              |
| 11    | „Клубът на астронавтските съпруги“ | Сали Фийлд      | 10 май 1998 г.        | 5 юли 2009 г.              |
| 12    | „Пътешествие до Луната“            | Джонатан Мостоу | 10 май 1998 г.        | 11 юли 2009 г.             |

## „От Земята до Луната“ в България
В България започва излъчване на 30 май 2009 г. по Диема 2, всяка събота и неделя от 22:00 с повторение в неделя и понеделник от 04:00. Последният епизод се излъчи на 11 юли. На 23 октомври 2010 г. започва отново, всяка събота и неделя, като часът на излъчване варира между 07:35 и 08:00, а последният епизод е излъчен на 28 ноември. На 3 декември започва още веднъж с разписание от вторник до събота от 05:00 и завършва на 18 декември. Дублажът е на студио Доли. Ролите се озвучават от артистите Лина Златева, Милена Живкова, Стефан Димитриев, Цветан Ватев, Стефан Сърчаджиев-Съра и Васил Бинев.